# Río Zardón
El río Zardón es un río del norte de España que discurre por la comunidad autónoma del Principado de Asturias. 

## Curso
Nace en el pueblo de Igena y desemboca en el río Sella, en Llano de Margolles. A lo largo del recorrido del río hay numerosos molinos de agua, como en Les Canaliegues o Agüera. 

## Fauna
Según muestreos de pesca eléctrica acometidos entre los años 1997 y 2019, referencias bibliográficas y comunicaciones orales fidedignas, en el río Zardón se han detectado especímenes de anguila y platija.